# ديبي فيرغسون مككينزي

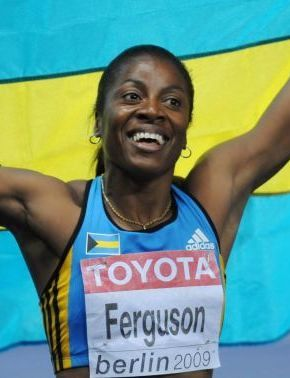
فيرغسون مككينزي أثناء بطولة العالم لألعاب القوى 2009 في برلين

ديبي فيرغسون مككينزي (بالإنجليزية: Debbie Ferguson-McKenzie) هي عداءة مسافات قصيرة بهاماسية ولدت في يوم 16 يناير 1976 في جزر البهاماس، أبرز إنجازاتها هو فوزها بالميدالية الذهبية في سباق 4×100 متر في دورة الألعاب الأولمبية الصيفية 2000 في سيدني مع الفريق البهاماسي، كما فازت مع الفريق بالميدالية الفضية في دورة الألعاب الأولمبية الصيفية 1996 في أتالانتا، كما فازت بالميدالية البرونزية في سباق 200 متر في دورة الألعاب الأولمبية الصيفية 2004 في أثينا، على صعيد بطولات العالم أبرز إنجازاتها هو تحقيقها الميدالية الذهبية في سباق 4×100 متر في بطولة العالم لألعاب القوى 1999 في إشبيلية، كما فازت بالميدالية الذهبية في سباق 200 متر في بطولة العالم لألعاب القوى 2001 في إدمونتون في كندا، كما فازت بالميدالية الفضية مع الفريق البهاماسي في 4×100 متر تتابع في بطولة العالم لألعاب القوى 2009 في برلين، وفازت بالميدالية البرونزية في سباق 200 متر في نفس الدورة، أفضل رقم شخصي لها في سباق 100 متر هو 11.89 الذي سجلته في 1991 وفي سباق ال200 متر فأفضل رقم شخصي لها هو 22.20 ثانية سجلته في سنة 2002 أثناء دورة ألعاب الكومنولث 2002 التي أقيمت في مانشستر أنذاك.

## روابط خارجية
- ديبي فيرغسون مككينزي على موقع الاتحاد الدولي لألعاب القوى (الإنجليزية)
- ديبي فيرغسون مككينزي على موقع الدوري الماسي (الإنجليزية)
- ديبي فيرغسون مككينزي على موقع اللجنة الأولمبية الدولية (الإنجليزية)
- ديبي فيرغسون مككينزي على موقع أوليمبيديا (الإنجليزية)
- ديبي فيرغسون مككينزي على موقع اتحاد ألعاب الكومنولث (مؤرشف) (الإنجليزية)